# Carl Ikeme
Carl Ikeme, né le 8 juin 1986 à Sutton Coldfield (Angleterre), est un footballeur international nigérian qui évolue au poste de gardien de but.
Joueur professionnel des Wolverhampton Wanderers à partir de 2004, il met un terme à sa carrière sportive en 2018 après avoir été atteint d'une leucémie.
Il est également de nationalité anglaise.

## Biographie
Le 10 novembre 2011, Carl Ikeme est prêté deux mois aux Doncaster Rovers après avoir signé un nouveau contrat de 3 ans et demi avec les Wolverhampton Wanderers.
Le 1er mars 2012, il est une nouvelle fois prêté à Doncaster Rovers pour un mois. Le 22 mars suivant, le prêt est prolongé jusqu'à la fin de la saison.
Ikeme est cependant contraint de retourner à Wolverhampton le 18 avril suivant à la suite de la grave blessure de Wayne Hennessey, gardien titulaire des Wolves.
En juillet 2017, Wolverhampton annonce que son gardien de but est atteint d'une leucémie. Le 23 juin 2018, Ikeme fait savoir qu'il est en rémission complète mais il est tout de même contraint de mettre un terme à sa carrière sportive le mois suivant.

## Palmarès

### En club
- Wolverhampton Wanderers
  - Champion d'Angleterre de D2 en 2009
  - Champion d'Angleterre de D3 en 2014.

### Distinction personnelle
- Membre de l'équipe-type de Football League One en 2014.